# Madonna di Salzana
La statua della Madonna col Bambino è un'opera lignea realizzata nel XVI secolo, protagonista del duplice miracolo avvenuto nel 1359 e nel 1466 nei pressi del Santuario di Salzana, nel comune di Taleggio in provincia di Bergamo, luogo dove tuttora è conservata.

## Storia
La storia della scultura si intreccia inestricabilmente con le vicissitudini che hanno coinvolto nel corso dei secoli il Santuario della Madonna Assunta di Salzana, la cui reliquia è ancora oggetto di venerazione.
La prima testimonianza di questa rappresentazione scultorea risale alla metà del XIV secolo, quando, lungo l'incrocio di strade che collegavano l'antica contrada di Salzana al vicino borgo del Fraggio, si trovava una nicchia che custodiva una scultura raffigurante la Madonna con il Bambino, alla quale abitualmente si affidavano in preghiera i viandanti e le giovani madri.
Nella sera del 27 novembre 1359, a causa di smottamenti devastanti che colpirono la Val Taleggio, il versante del Monte Ardino, situato sopra l'abitato di Salzana, seppellì l'intera contrada, ma la nicchia che ospitava l'opera rimase straordinariamente intatta. Dopo aver riconosciuto il carattere miracoloso di questo evento da parte dei pochi sopravvissuti, inizialmente si prese la decisione di trasferire la scultura nella chiesa Parrocchiale di Pizzino. Tuttavia, l'opera tornò misteriosamente tra le rovine di Salzana.
Nel 1403, i documenti notarili testimoniano che la statua fu collocata in una cappellina marmorea, situata vicino a un'abitazione che era andata distrutta, nelle vicinanze dell'attuale colonia.
Nel 1466, un ulteriore frana devastò l'intero abitato sottostante, tuttavia la scultura rimase nuovamente intatta. Questo secondo evento portò alla decisione comune di erigere un santuario dedicato alla Madonna.
Nel XVIII secolo, durante i lavori di ampliamento del santuario, l'opera fu collocata in un altare marmoreo dedicato alla natività di Maria, riccamente intagliato e decorato con fiori e putti, attribuibile alla scuola bresciana. L'altare si trovava nella cappella destra nel transetto.
Nel 1938, la scultura fu sottoposta a un intervento di restauro.
Tra gli anni '80 e '90, per motivi precauzionali, l'opera fu trasferita presso la chiesa parrocchiale di Pizzino, dove subì un secondo intervento di ridipintura e stuccatura che ne alterò cromie e proporzioni originali. La scultura fu successivamente restaurata nel 2013, riportandola efficacemente alla sua condizione originale. 
Nel 2022, l'opera fu riposta nella sua collocazione originaria all'interno dell'altare dedicato alla Natività di Maria nel Santuario dove è ancora oggetto di venerazione.

## Descrizione
La scultura risalente al XIV secolo costituisce un esemplare emblematico della tradizione artistica medievale, raffigurante la Madonna con il Bambino. La sua iconografia trae ispirazione da opere coeve, inserendosi con maestria nel contesto artistico e culturale del periodo.
Realizzata in legno intagliato con straordinaria abilità artigianale, la Madonna è ritratta in una postura solenne, assumendo una posizione eretta che denota un'elevata dignità. Indossa calzature di colore nero, una tunica rossa e un mantello di vibrante tonalità blu, foderato internamente con una sfumatura di verde, in un rispettoso omaggio alla tradizione iconografica. Il volto di Maria è pervaso da una paffuta morbidezza e una notevole espressività, caratteristiche che evidenziano la competenza dell'artista nel conferire vita all'opera attraverso il legno scolpito.
Nella mano destra, Maria sostiene il piccolo Gesù, raffigurato avvolto in fasce, manifestando una fragilità che rimanda alla sua infanzia terrena. La sua mano destra, sollevata in un gesto di benedizione, incarna la sovranità spirituale, mentre nella sinistra tiene un globo, simbolo di autorità e dominio sul mondo terreno.